# Sportovní spolek Dědice
Sportovní spolek Dědice je český fotbalový klub, který sídlí ve vyškovských Dědicích v Jihomoravském kraji. Založen byl roku 1933 jako Sportovní klub Dědice. Od sezony 2018/19 hraje Okresní soutěž Vyškovska (9. nejvyšší soutěž).
Největším úspěchem klubu je účast ve dvou ročnících nejvyšší jihomoravské soutěže (2006/07 a 2007/08), nejlepším umístěním je 2. místo v úvodní sezoně. Po sezoně 2007/08 se klub přihlásil do nejnižší soutěže.

## Historické názvy
Zdroj: 
- 1933 – SK Dědice (Sportovní klub Dědice)
- 1949 – JTO Sokol Dědice (Jednotná tělovýchovná organisace Sokol Dědice)
- 1953 – DSO Sokol Dědice (Dobrovolná sportovní organisace Sokol Dědice)
- 1957 – Přerušil činnost
- 1967 – Obnoven jako TJ Sokol Dědice (Tělocvičná jednota Sokol Dědice)
- 2018 – Sportovní spolek Dědice[5]

## Stručná historie kopané v Dědicích
Sportovní klub Dědice byl založen roku 1933. Mezi lety 1957 a 1967 fotbalový klub nevyvíjel činnost. V premiérové sezoně v nejvyšší jihomoravské soutěži se klub umístil na 2. místě, k čemuž mu výrazně pomohl nejlepší střelec mužstva a celé soutěže David Šmehlík s 27 brankami.
Po čtvrté příčce ze sezony 2007/08 se před začátkem následující sezony odhlásil z Přeboru Jihomoravského kraje a podal přihlášku do nejnižší soutěže.

## Zázemí klubu
První hřiště bylo na Školařově poli u staré cihelny, další hřiště bylo pod drůbežárnou. V 70. letech 20. století se začalo s rekonstrukcí staronového fotbalového hřiště, byly postaveny nové kabiny a došlo k zatravnění hracího povrchu. Roku 1988 pokračovalo vylepšení hřiště vybudováním nového oplocení a tribuny pro diváky.
Fotbalové hřiště má přírodní trávník, jeho rozměry jsou 102 x 64 metrů. Kapacita je 700 diváků, z toho je 250 míst k sezení na tribuně.

## Umístění v jednotlivých sezonách
Stručný přehled
Zdroj: 
- 1991–1995: I. A třída Jihomoravské župy – sk. A
- 1995–1997: I. B třída Jihomoravské župy – sk. B
- 1997–1999: I. B třída Jihomoravské župy – sk. C
- 1999–2002: I. A třída Jihomoravské župy – sk. B
- 2002–2006: I. A třída Jihomoravského kraje – sk. B
- 2006–2008: Přebor Jihomoravského kraje
- 2008–2010: Základní třída Vyškovska – sk. A
- 2010–2011: Okresní soutěž Vyškovska – sk. A
- 2011–2016: Okresní přebor Vyškovska
- 2016–2017: Okresní soutěž Vyškovska – sk. A
- 2017–2018: Okresní přebor Vyškovska
- 2018– : Okresní soutěž Vyškovska – sk. A

Jednotlivé ročníky
Zdroj: 
Legenda: Z – zápasy, V – výhry, R – remízy, P – porážky, VG – vstřelené góly, OG – obdržené góly, +/− – rozdíl skóre, B – body, červené podbarvení – sestup, zelené podbarvení – postup, fialové podbarvení – reorganizace, změna skupiny či soutěže
| Československo (1991 – 1993) |                                         |        |    |     |     |     |     |     |     |     |        |
| Sezóny                       | Liga                                    | Úroveň | Z  | V   | R   | P   | VG  | OG  | +/− | B   | Pozice |
| 1991/92                      | I. A třída Jihomoravské župy – sk. A    | 6      | 26 | 12  | 6   | 8   | 57  | 42  | +15 | 30  | 4.     |
| 1992/93                      | I. A třída Jihomoravské župy – sk. A    | 6      | 26 | 13  | 4   | 9   | 45  | 38  | +7  | 30  | 4.     |
| Česko (1993 – )              |                                         |        |    |     |     |     |     |     |     |     |        |
| Sezóna                       | Liga                                    | Úroveň | Z  | V   | R   | P   | VG  | OG  | +/− | B   | Pozice |
| 1993/94                      | I. A třída Jihomoravské župy – sk. A    | 6      | 26 | 10  | 10  | 6   | 50  | 37  | +13 | 30  | 6.     |
| 1994/95                      | I. A třída Jihomoravské župy – sk. A    | 6      | 26 | 7   | 5   | 14  | 45  | 62  | −17 | 26  | 13.    |
| 1995/96                      | I. B třída Jihomoravské župy – sk. B    | 7      | 26 | 11  | 2   | 13  | 49  | 48  | +1  | 35  | 7.     |
| 1996/97                      | I. B třída Jihomoravské župy – sk. B    | 7      | 26 | 12  | 5   | 9   | 53  | 36  | +17 | 41  | 5.     |
| 1997/98                      | I. B třída Jihomoravské župy – sk. C    | 7      | 26 | 16  | 5   | 5   | 60  | 36  | +24 | 53  | 2.     |
| 1998/99                      | I. B třída Jihomoravské župy – sk. C    | 7      | 26 | 22  | 3   | 1   | 72  | 21  | +51 | 69  | 1.     |
| 1999/00                      | I. A třída Jihomoravské župy – sk. B    | 6      | 26 | ... | ... | ... | ... | ... | ... | ... |        |
| 2000/01                      | I. A třída Jihomoravské župy – sk. B    | 6      | 26 | 14  | 2   | 10  | 68  | 37  | +31 | 44  | 3.     |
| 2001/02                      | I. A třída Jihomoravské župy – sk. B    | 6      | 26 | 8   | 6   | 12  | 48  | 59  | −11 | 30  | 11.    |
| 2002/03                      | I. A třída Jihomoravského kraje – sk. B | 6      | 26 | 9   | 7   | 10  | 49  | 51  | −2  | 34  | 8.     |
| 2003/04                      | I. A třída Jihomoravského kraje – sk. B | 6      | 26 | 11  | 3   | 12  | 55  | 55  | 0   | 36  | 8.     |
| 2004/05                      | I. A třída Jihomoravského kraje – sk. B | 6      | 26 | 10  | 5   | 11  | 46  | 44  | +2  | 35  | 6.     |
| 2005/06                      | I. A třída Jihomoravského kraje – sk. B | 6      | 26 | 14  | 10  | 2   | 67  | 21  | +46 | 52  | 1.     |
| 2006/07                      | Přebor Jihomoravského kraje             | 5      | 30 | 19  | 5   | 6   | 68  | 40  | +28 | 62  | 2.     |
| 2007/08                      | Přebor Jihomoravského kraje             | 5      | 30 | 14  | 7   | 9   | 57  | 41  | +16 | 49  | 4.     |
| 2008/09                      | Základní třída Vyškovska – sk. A        | 10     | 26 | 7   | 8   | 11  | 41  | 50  | +46 | 52  | 9.     |
| 2009/10                      | Základní třída Vyškovska – sk. A        | 10     | 24 | 14  | 6   | 4   | 83  | 33  | +50 | 48  | 2.     |
| 2010/11                      | Okresní soutěž Vyškovska – sk. A        | 9      | 26 | 16  | 5   | 5   | 84  | 37  | +47 | 53  | 2.     |
| 2011/12                      | Okresní přebor Vyškovska                | 8      | 26 | 10  | 6   | 10  | 52  | 49  | +3  | 36  | 7.     |
| 2012/13                      | Okresní přebor Vyškovska                | 8      | 26 | 11  | 5   | 10  | 49  | 52  | −3  | 38  | 7.     |
| 2013/14                      | Okresní přebor Vyškovska                | 8      | 26 | 10  | 4   | 12  | 38  | 60  | −22 | 34  | 8.     |
| 2014/15                      | Okresní přebor Vyškovska                | 8      | 26 | 11  | 3   | 12  | 47  | 70  | −23 | 36  | 9.     |
| 2015/16                      | Okresní přebor Vyškovska                | 8      | 26 | 2   | 2   | 22  | 35  | 110 | −75 | 8   | 14.    |
| 2016/17                      | Okresní soutěž Vyškovska – sk. A        | 9      | 24 | 18  | 3   | 3   | 110 | 37  | +73 | 57  | 2.     |
| 2017/18                      | Okresní přebor Vyškovska                | 8      | 26 | 4   | 2   | 20  | 40  | 90  | −50 | 14  | 13.    |
| 2018/19                      | Okresní soutěž Vyškovska – sk. A        | 9      | 26 | 12  | 4   | 10  | 71  | 62  | +9  | 40  | 7.     |
| 2019/20                      | Okresní soutěž Vyškovska – sk. A        | 9      |    |     |     |     |     |     |     |     |        |

Poznámky:
- 2009/10: Postoupilo taktéž vítězné mužstvo TJ Lysovice „B“.[27]
- 2010/11: Vítězné „B“ mužstvo Drnovic se postupu vzdalo ve prospěch Dědic.[27]

## TJ Sokol Dědice „B“
TJ Sokol Dědice „B“ byl rezervním týmem Dědic, který byl obnoven před sezonou 2010/11 a zanikl po sezoně 2017/18.

### Umístění v jednotlivých sezonách
Stručný přehled
Zdroj:
- 2010–2018: Základní třída Vyškovska – sk. A

Jednotlivé ročníky
Zdroj:
Legenda: Z – zápasy, V – výhry, R – remízy, P – porážky, VG – vstřelené góly, OG – obdržené góly, +/− – rozdíl skóre, B – body, červené podbarvení – sestup, zelené podbarvení – postup, fialové podbarvení – reorganizace, změna skupiny či soutěže
| Česko (2010 – 2018) |                                  |        |    |    |   |    |    |    |     |    |        |
| Sezóny              | Liga                             | Úroveň | Z  | V  | R | P  | VG | OG | +/− | B  | Pozice |
| 2010/11             | Základní třída Vyškovska – sk. A | 10     | 26 | 9  | 2 | 15 | 58 | 81 | −23 | 29 | 10.    |
| 2011/12             | Základní třída Vyškovska – sk. A | 10     | 22 | 11 | 3 | 8  | 82 | 46 | +36 | 36 | 5.     |
| 2012/13             | Základní třída Vyškovska – sk. A | 10     | 22 | 14 | 2 | 6  | 96 | 43 | +53 | 44 | 3.     |
| 2013/14             | Základní třída Vyškovska – sk. A | 10     | 20 | 11 | 2 | 7  | 67 | 38 | +29 | 35 | 6.     |
| 2014/15             | Základní třída Vyškovska – sk. A | 10     | 22 | 15 | 4 | 3  | 84 | 29 | +55 | 49 | 2.     |
| 2015/16             | Základní třída Vyškovska – sk. A | 10     | 18 | 13 | 1 | 4  | 59 | 20 | +39 | 40 | 1.     |
| 2016/17             | Základní třída Vyškovska – sk. A | 10     | 18 | 12 | 2 | 4  | 83 | 26 | +57 | 38 | 2.     |
| 2017/18             | Základní třída Vyškovska – sk. A | 10     | 18 | 15 | 1 | 2  | 89 | 23 | +66 | 46 | 1.     |

Poznámky:
- 2015/16: B-mužstvo se zřeklo postupu do Okresní soutěže.[29][28]
- 2017/18: B-mužstvo se zřeklo postupu do Okresní soutěže.[29][28]